# 다크 트랭퀼리티
다크 트랭퀼리티(Dark Tranquillity)는 스웨덴 예테보리 출신의 멜로딕 데스 메탈 밴드이다. 1989년 '셉틱 브로일러(Septic Broiler)'라는 이름으로 시작했으며, 다른 밴드들과는 달리 안정된 구성원을 유지하였다. 1994년에 다크 트랭퀼리티의 보컬 안데르스 프라이덴(Anders Fridén)이 탈퇴하고 인 플레임즈에 합류하자 리듬 기타를 연주하던 미카엘 스탄네는 보컬리스트로 전향-미카엘 스탄네는 인 플레임스에서 보컬로 활동하기도 했었다.-하고 새로운 기타리스트 프레드리크 요한손을 영입한다. 1998년에 Projector를 발표하고 요한손이 밴드를 떠나자 키보디스트 마르틴 브렌스트룀과 베이시스트 미카엘 니클라손을 새로 영입하고, 마르틴 헨릭손은 기타로 전향하게 된다. 이 앨범은 스웨덴 그래미 상을 수상하였고, 현재 다크 트랭퀼리티는 센추리 미디어 레코드에 소속되어 있다.

## 구성원

### 현재 구성원
- 미카엘 스탄네(Mikael Stanne) - 보컬 (1994–현재), 리듬 기타 (1989–1994)
- 니클라스 순딘(Niklas Sundin) - 리드기타 (1989-현재)
- 마르틴 브렌스트룀(Martin Brändström) - 키보드, 프로그래밍 (1999-현재)
- 안데르스 이바르프(Anders Jivarp) - 드럼 (1989-현재)
- 안데르스 이워스(Anders Iwers) - 베이스 기타 (2015-현재)

### 전 구성원
- 안데르스 프라이덴(Anders Fridén) - 보컬 (1989-1994)
- 프레드리크 요한손(Fredrik Johansson) - 기타 (1994-1999)
- 마르틴 헨릭손(Martin Henriksson) - 베이스 기타 (1989–1999, 2013–2015), 기타 (1999–2016)
- 미카엘 니클라손(Mikael Niklasson) - 베이스 기타 (1999-2008)
- 다니엘 안톤손(Daniel Antonsson) - 베이스 기타 (2008-2013)

### 게스트 보컬
- 안나카이사 아베할(Anna-Kajsa Avehall) (Skydancer)
- 에바마리 라르손(Eva-Marie Larsson) (The Gallery)
- 사라 스벤손(Sara Svensson) (The Mind's I)
- 요한나 안데르손(Johanna Andersson) (Projector)

## 음반 목록

### 정규 음반
- Skydancer (1993)
- The Gallery (1995)
- The Mind's I (1997)
- Projector (1999)
- Haven (2000)
- Damage Done (2002)
- Character (2005)
- Fiction (2007)
- We Are the Void (2010)
- Construct (2013)
- Atoma (2016)

### 컴필레이션 음반
- Exposures - In Retrospect and Denial (2004)
- Yesterworlds (2009)
- The Dying Fragments (2009)